# Sint-Jan Baptistkerk (Stalhille)

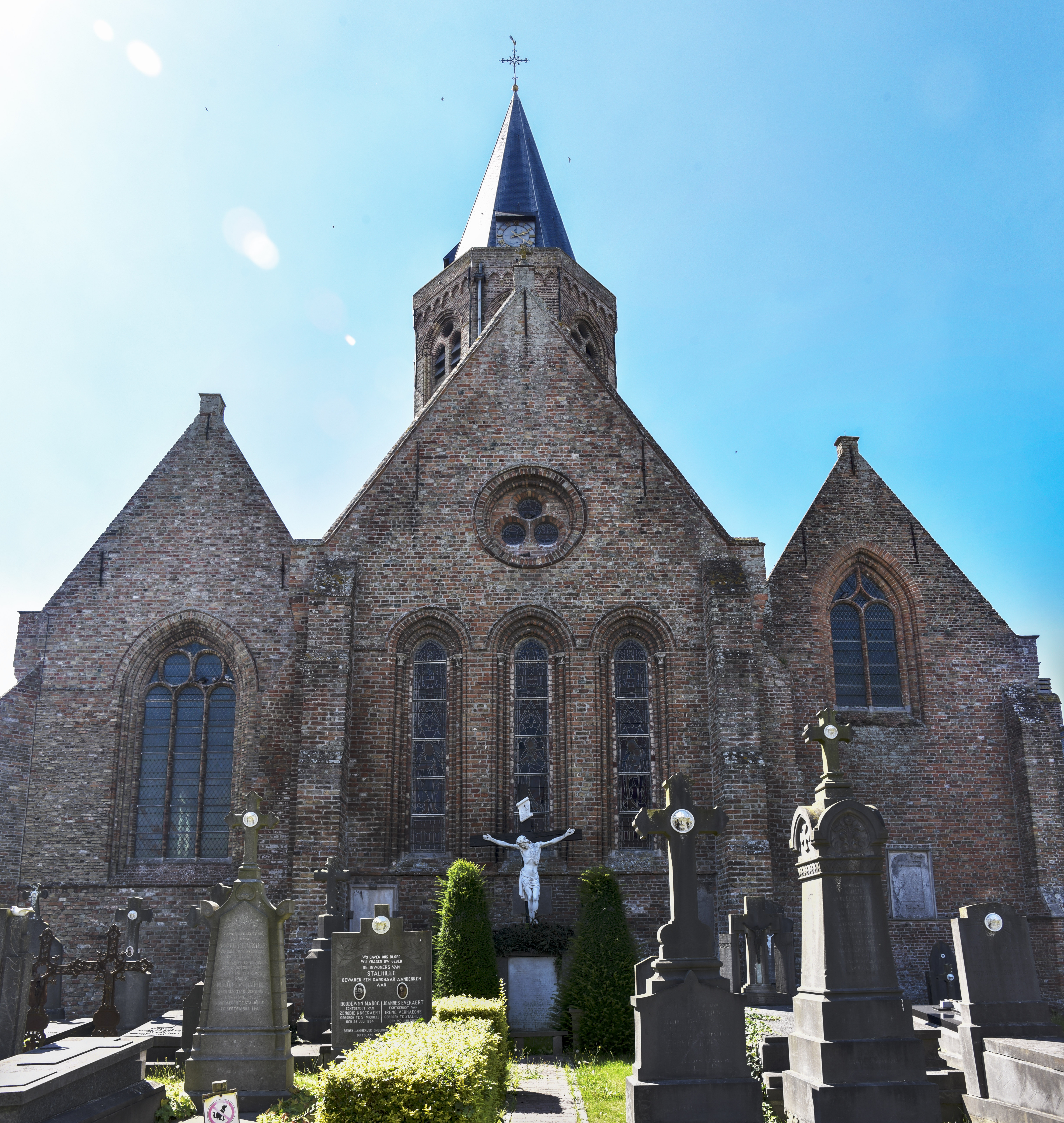
Sint-Jan Baptistkerk, oostzijde

De Sint-Jan Baptistkerk is de parochiekerk van de tot de West-Vlaamse gemeente Jabbeke behorende plaats Stalhille, gelegen aan Cathilleweg 91A.

## Geschiedenis
De parochie van Stalhille werd gesticht in 1249. Deze splitste zich af van de parochie van Jabbeke. Hierop bouwde men een basilicale vroeggotische kruiskerk met vieringtoren. Dit naar aanleiding van moeilijkheden bij de oversteek (per boot) van het Kanaal Brugge-Oostende, noodzakelijk om Jabbeke te bereiken. Einde 16e eeuw werd de kerk, tijdens de godsdienstoorlogen, zwaar beschadigd. Van 1583-1609 was de parochie niet actief. Daarna werd gewerkt aan het herstel van de kerk. In 1620 kon de kerk weer in gebruik worden genomen. Er werd een stenen torenspits gebouwd maar deze werd, na blikseminslag in 1661, afgebroken. Ook het westelijk deel van de kerk werd afgebroken, en wel van 1670-1677. In 1685 werd de torenspits afgebroken en pas in 1931-1932 kreeg de toren opnieuw een spits, ontworpen door Jozef Viérin. In 1885 werd de kerk nog vergroot.

## Gebouw
Door de vele wijzigingen is een complex geheel ontstaan. De gotische vieringtoren heeft een basisgeleding op vierkante plattegrond. Hierboven enkele achthoekige geledingen en een spits van 1931. Het schip is neogotisch en van 1885-1887. Het vroeggotisch transept is vrijwel onveranderd gebleven. Ook het hoofdkoor is gotisch. De oostgevel toont een 13e-eeuws drielicht en daarboven een rond oculus eveneens 13e-eeuws. Het zuidelijk zijkoor is van 1931-1932. Het noordelijk zijkoor is van 1631-1633.
De kerk wordt omgeven door een ommuurd kerkhof.

## Interieur
Het schip wordt overwelfd met een tongewelf.
Het orgel werd in 1716 vervaardigd door Jacob Van Eynde en is mogelijk afkomstig van het Klooster Engelendale te Brugge. Enkele 18e-eeuwse biechtstoelen in classicistische stijl. De communiebank is eveneens 18e-eeuws. De preekstoel is van 1632, in renaissancestijl. Het hardstenen doopvont is 18e-eeuws.
Van de schilderijen kunnen worden genoemd: Een 17e-eeuwse Vlucht naar Egypte uit de school van Francken; een 17e-eeuwse Onze-Lieve-Vrouw-ter-Hemelopneming van Jean Gilson; een schilderij van heiligen die Maria vereren uit 1663, door Jan Maes; een Prediking van Johannes de Doper in de woestijn uit de school van Jacob van Yper.

## Galerij

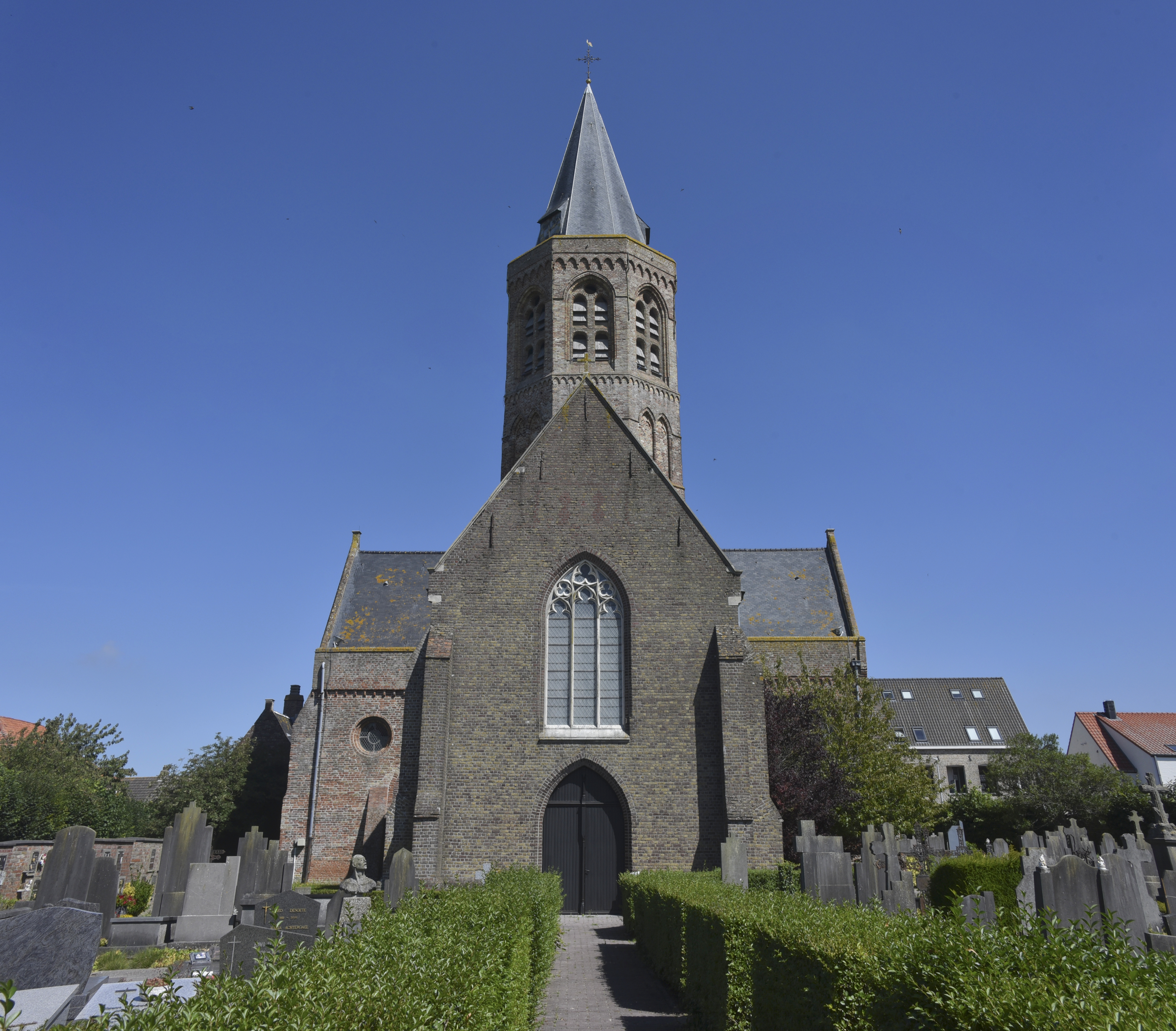
Kerkschip en toren
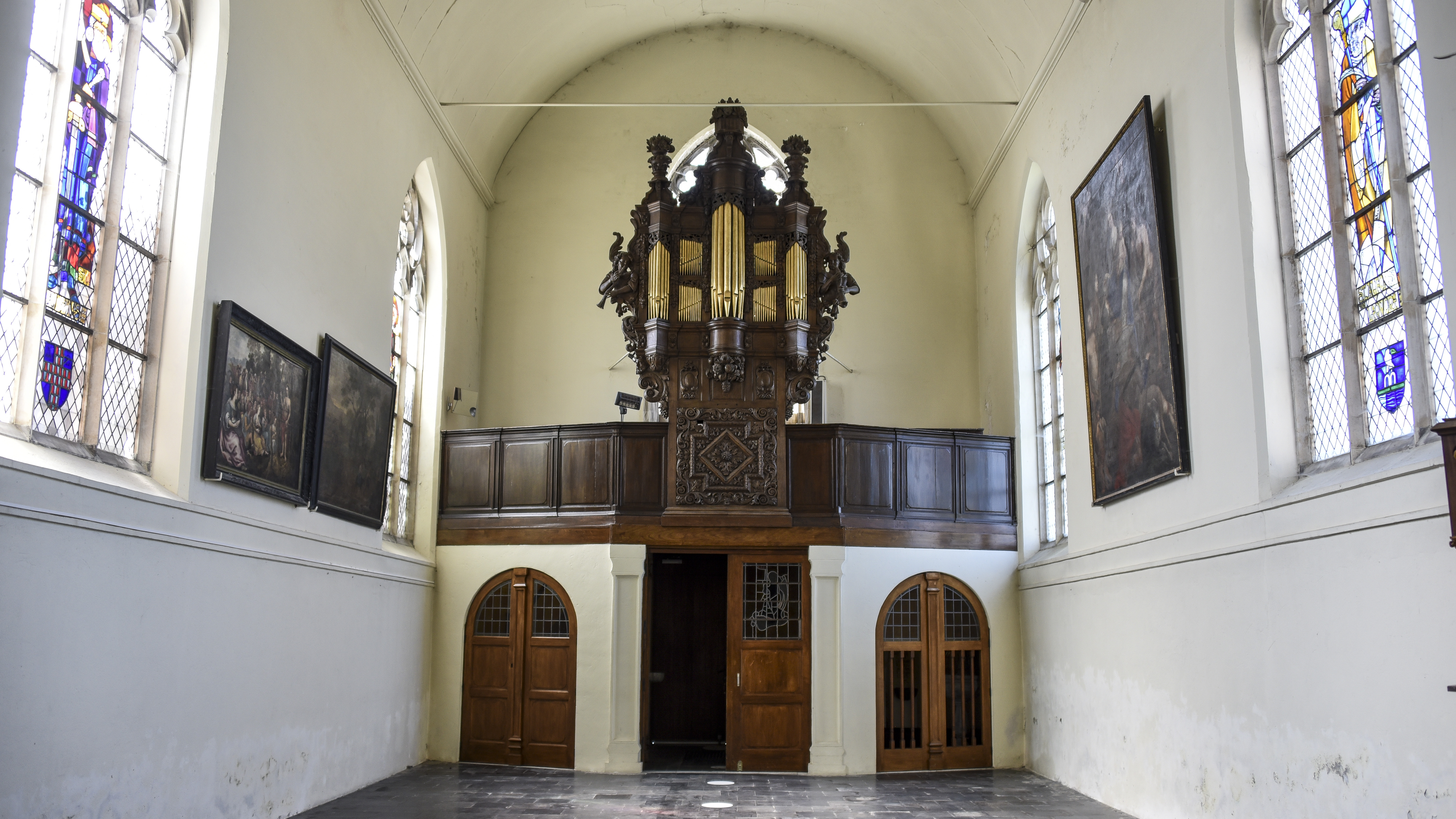
Kerkschip en kerkorgel
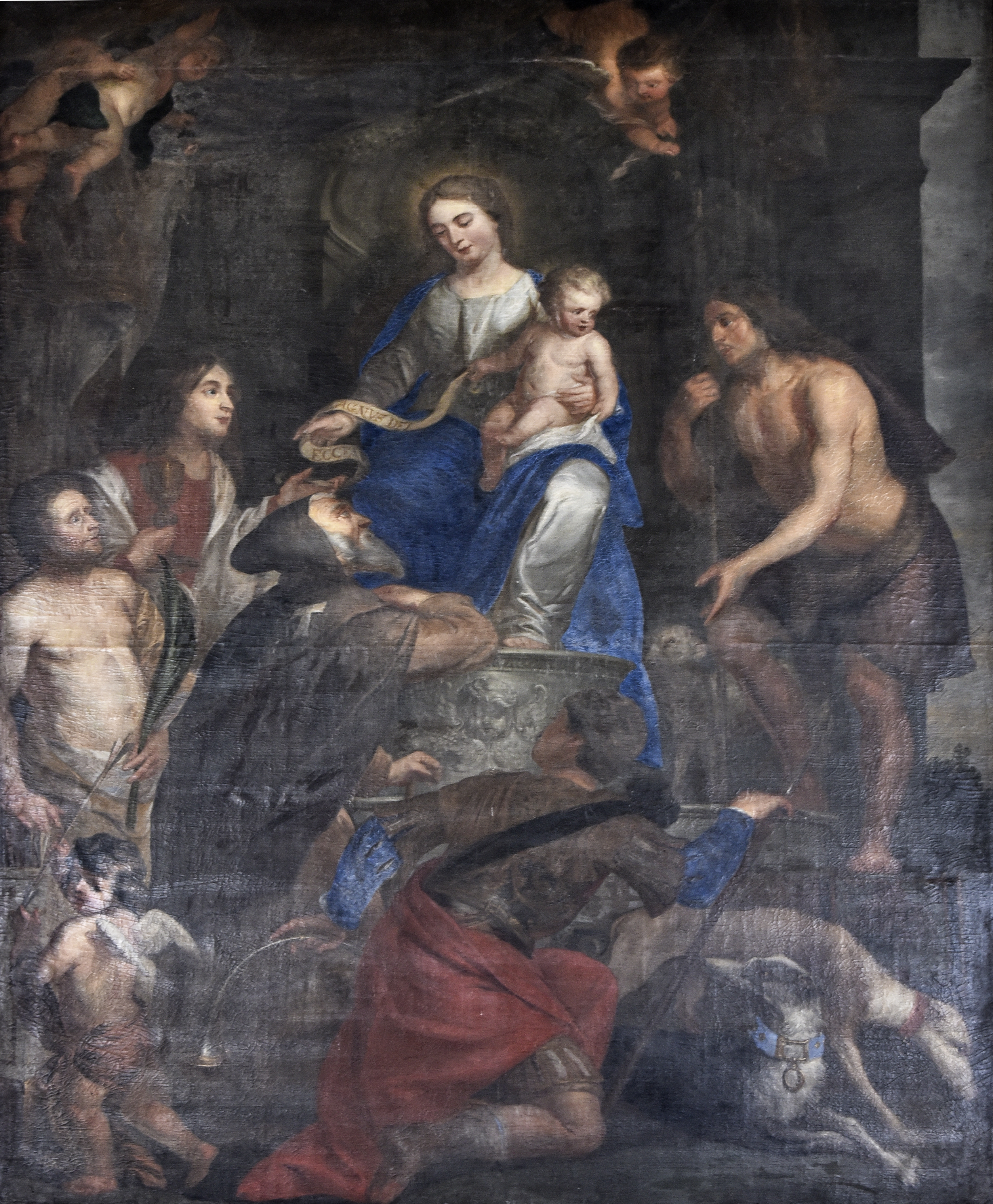
Maria met Kind, vereerd door heiligen
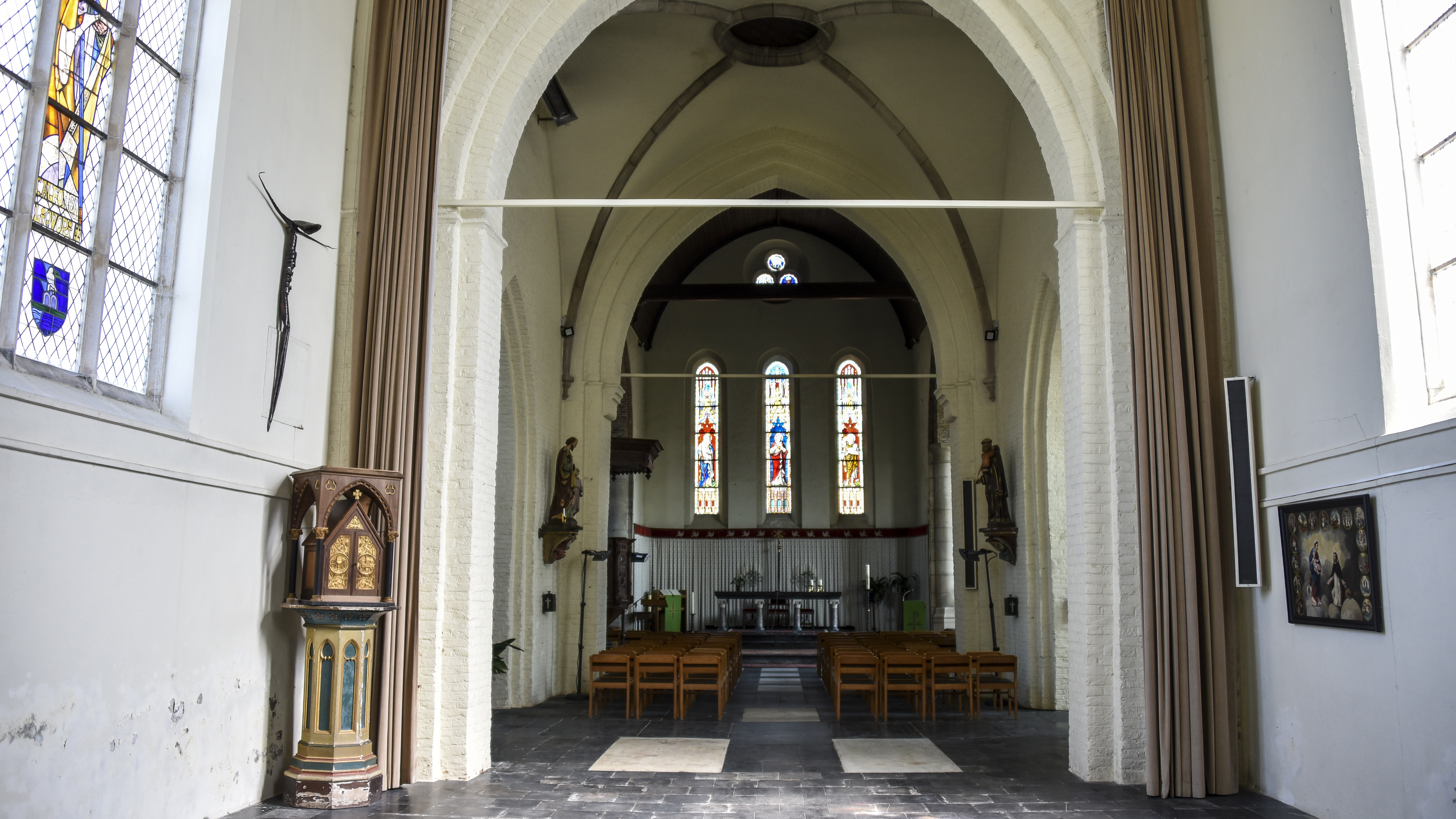
Koor met hoogaltaar